# Église de la Trinité de Riesa
L'église de la Trinité (Trinitatiskirche) est une église luthérienne dédiée à la Trinité située à Riesa en Saxe. Elle a été construite par Jürgen Kröger entre 1897 et 1901.

## Histoire
L'église est construite sur un plan de croix latine dans le style néoroman. Elle a pour modèle l'église Saint-Jacques de Dresde détruite par les bombardements anglais en 1945. On remarque les vitraux d'Emil Nöllmer, dont au nord la Nativité de Jésus avec un petit David, et au sud des scènes de la Passion du Christ, avec des représentations de Moïse et de saint Jean-Baptiste. L'autel représente la Dernière Cène, surplombé par un crucifix entouré d'anges.
L'orgue a 4 164 tuyaux, 60 registres et 3 claviers. C'est donc l'instrument l'un des plus importants de Saxe. Les cloches de bronze ont été installées en 1917, ainsi que des cloches d'acier en 1921 qui ont toutes survécu à la Seconde Guerre mondiale. Le clocher avec sa toiture polygonale domine de ses 75 mètres de haut toute la ville.

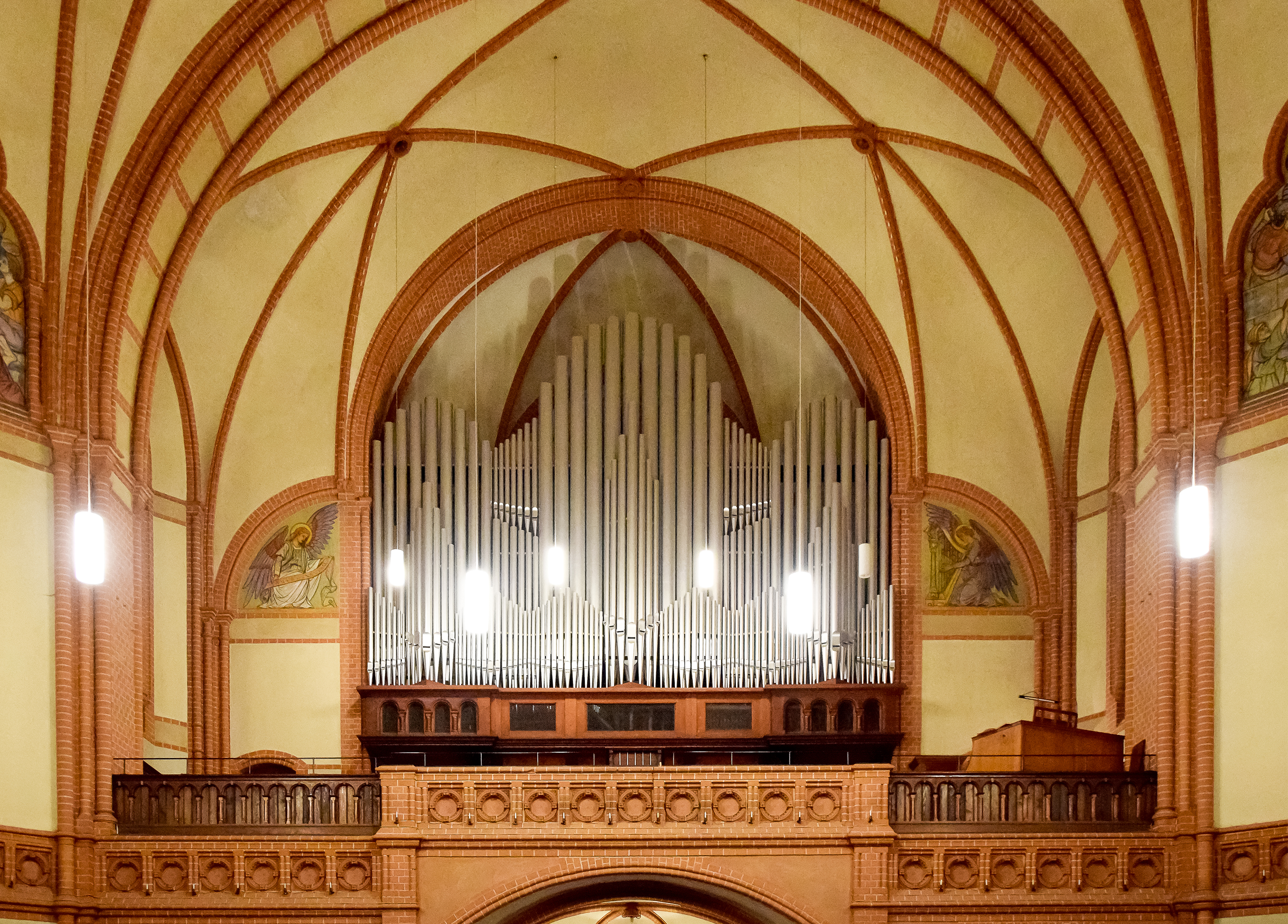
L'orgue de l'église

L'église est ouverte au culte de la Pentecôte au jour anniversaire la Réformation, le 31 octobre, ou le dimanche qui le suit.

## Crédit d'auteurs
- (de) Cet article est partiellement ou en totalité issu de l’article de Wikipédia en allemand intitulé « Trinitatiskirche (Riesa) » (voir la liste des auteurs).